# Blood (Bad Moon Rising)
Blood è il secondo album in studio dei Bad Moon Rising, pubblicato nel 1993 per l'etichetta discografica Pony Canyon.

## Tracce
1. Dangerous Game
2. Servants Of The Sun
3. Devil's Son (While Our Children Cry)
4. Blood On The Streets
5. Tears In The Dark
6. Heart Of Darkness
7. Chains
8. Till The Morning Comes
9. Time Will Tell
10. Remember Me

## Formazione
- Kal Swan - voce, tastiere
- Doug Aldrich - chitarra
- Ian Mayo - basso
- Jackie Ramos - batteria

### Altri musicisti
- Ken Mary - batteria
- Chuck Wright - basso
- Rick Serrate - tastiere